# Strangalidium kunaium
Strangalidium kunaium là một loài bọ cánh cứng trong họ Cerambycidae.